# William Richard Tolbert Jr
William Richard Tolbert Jr (anglès: William R. Tolbert, Jr.)  (Bensonville, 13 de maig de 1913 - Monròvia, 12 d'abril de 1980) va ser el vintè president de Libèria des de 1971 fins a 1980, quan va ser assassinat en un cop d'estat dirigit per Samuel Doe.
Va ingressar a la Cambra de Representants de país el 1943 per al Partit True Whig, llavors l'únic partit establert al país. Va ser triat vicepresident de William Tubman el 1952 i va ocupar aquest càrrec fins que es va convertir en president després de la mort de Tubman el 1971.
Tot sortint de la forta política exterior prooccidental de Tubman, Tolbert va adoptar una que es va centrar en promoure la independència política de Libèria. Amb aquesta finalitat, establir relacions diplomàtiques amb la Unió Soviètica, Xina, Cuba i diversos altres països del Bloc Oriental, adoptant així una postura més no alineada.
Tolbert va tallar els llaços de Libèria amb Israel durant la Guerra de Yom Kippur a l'octubre de 1973 i va parlar a favor del reconeixement dels drets nacionals del poble palestí. No obstant això, Tolbert va donar suport als Estats Units en la Guerra del Vietnam.
Aquestes tensions socials van ser especialment agudes des del 1979. A l'abril, una gran manifestació va recórrer els carrers de Monrovia per protestar contra l'augment del preu de l'arròs. El president Tolbert dona la tropa. Almenys 70 manifestants van ser assassinats o trepitjats. Aquest incident va incendiar la pols. Durant l'any següent, disturbis i manifestacions van sacsejar el país. Tolbert va intentar en va restaurar l'ordre arrestant els líders de l'oposició, però els seus intents van fracassar i el desordre va augmentar.
Steven Ellis, en el seu llibre Màscara de l'anarquia, diu que el president va ser trobat dormint a la seva oficina, on els soldats el van matar, però la biografia de Ellen Johnson Sirleaf, This Child Will Be Great, diu que Tolbert va ser segrestat i assassinat al seu llit.